# Post vendita automobilistico

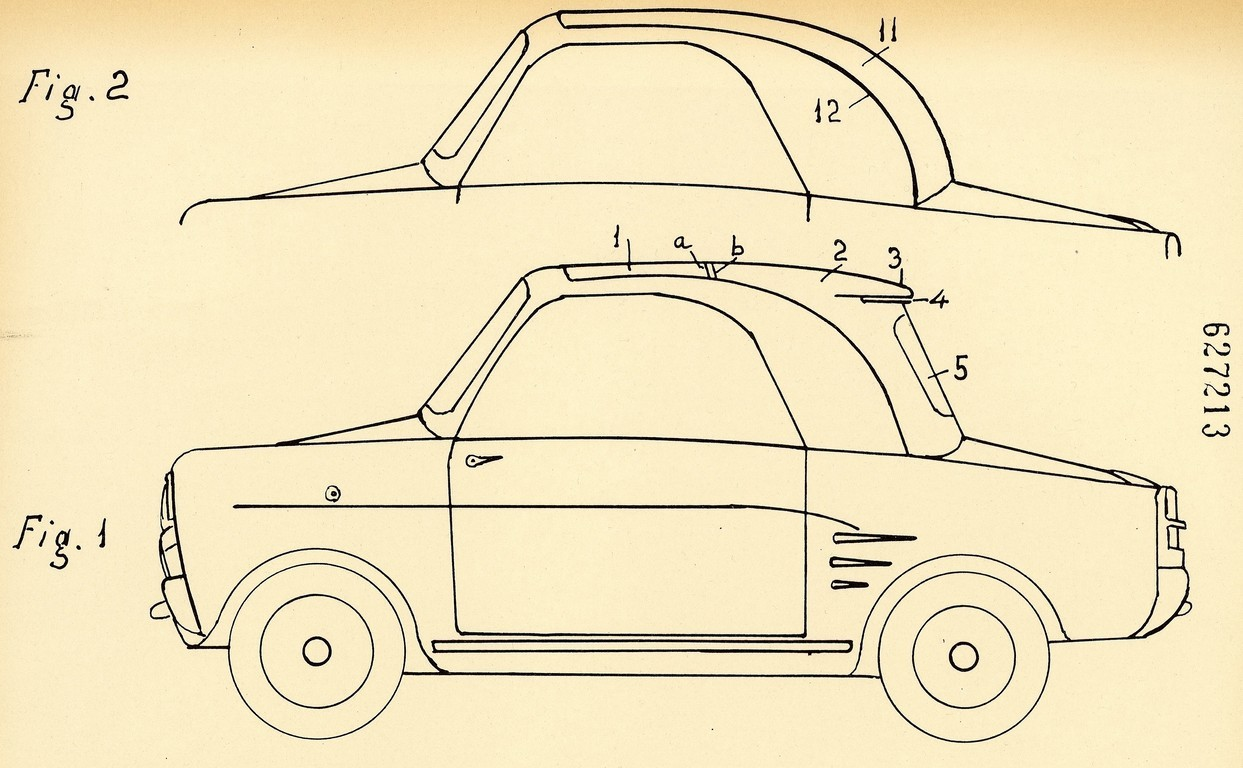
Disegno per il brevetto per una copertina per autoveicoli, Fabriano (AN), 1960.

Il post vendita automobilistico (anche aftermarket automobilistico), è il settore del mercato automobilistico che riguarda la produzione di componenti e ricambi, il riciclo, la distribuzione, la rivendita e l'installazione di tutte le parti dei veicoli, i prodotti chimici, le attrezzature, gli equipaggiamenti e gli accessori per le automobili, per i veicoli commerciali ed industriali.

## Descrizione
Il post vendita permette di fornire agli automobilisti una vasta scelta di servizi, piani di manutenzione o personalizzazioni per le loro vetture. Al suo interno è possibile reperire parti di ricambio meccaniche, elettroniche, meccatroniche, elettroidrauliche  pezzi della carrozzeria, accessori di utilizzo comune e per la modifica estetica o per l'incremento delle prestazioni.
Il mercato offre parti di ricambio ed accessori di diversa qualità e prezzi per tutte le marche e i modelli di veicoli. Grazie a questo settore i consumatori finali hanno la possibilità di scegliere se far riparare la vettura presso i punti di assistenza delle case automobilistiche, o presso gli autoriparatori professionali indipendenti, potendo inoltre intervenire autonomamente per le operazioni di tipo fai da te.
Rispetto a un periodo precedente in cui il post vendita non era un settore di interesse per le case automobilistiche e il peso del segmento post vendita IAV (Independent Aftermarket Vendor) era piuttosto rilevante, tale quota si è erosa a favore del canale OES. Questo processo si è innescato da quando la componente tecnologica sulle vetture è aumentata considerevolmente e in conseguenza è cresciuta la difficoltà di accesso alle informazioni tecniche necessarie alla manutenzione e riparazione dei veicoli da parte degli operatori del canale IAV.
I due temi di confronto tra i canali IAV e OES sono:
- la possibilità di effettuare interventi di manutenzione durante il periodo di garanzia della vettura senza che avvenga il decadimento della stessa;
- il libero accesso alle informazioni tecniche.

## Nel mondo
Tale segmento economico trova la maggiore espressione in Europa e Stati Uniti d'America. Le dimensioni dei due principali mercati sono:
- mercato europeo: 44 miliardi di euro[1]
- mercato USA: 285,5 miliardi di dollari[2]